# Ромашкине
Рома́шкине (до 1945 року — Сокур-Кую; крим. Soqur Quyu) — село Євпаторійського району Автономної Республіки Крим.

## Населення
Всеукраїнський перепис 2001 року засвідчив наступний розподіл по носіям мови:
| Мова              | Відсоток |
| ----------------- | -------- |
| російська         | 69.3     |
| українська        | 19.3     |
| кримськотатарська | 9.18     |
| білоруська        | 1.29     |

## Нинішній стан
2016 року в Ромашкиному нараховувалось 10 вулиць і 2 провулки. 2009 року село мало площу 237,5 гектарів, на якій в 482 дворах нараховувалося 1415 жителів. У селі діє середня загальноосвітня школа, фельдшерсько-акушерський пункт. Село пов'язане автобусним сполученням з Євпаторією і сусідніми населеними пунктами.

## Географія
Ромашкино — село на північному заході району, в степовому Криму, висота над рівнем моря — 38 м. Сусідні села: Абрикосівка в 3,5 км на захід, Колоски в 1,7 км на схід. Відстань до райцентру — близько 35 кілометрів (по шосе), найближча залізнична станція — Євпаторія в 12 кілометрах. Транспортне сполучення здійснюється по регіональної автодорозі 35Н-483 Колоски — Ромашкино до шосе Євпаторія — порт Мирний (по українській класифікації — С-0-11236). Село пов'язано автобусним сполученням з Євпаторією і сусідніми населеними пунктами.

## Назва
Невелике поселення, яке розташовувалося на початку XX століття на місці нинішнього села, називалося Сокур-Кую (на місцевому діалекті назва вимовлялося сок'ур к'уй), що в перекладі з кримськотатарської означає «сліпий колодязь» (soqur — сліпий, quyu, степові. Діал. Quy — Криниця). Кримськотатарською мовою водне дзеркало колодязя називається оком (köz), сліпими ж називаються сухі колодязі, з яких пішла вода.

## Історія
Вперше хутір Сокуркой власника Ходжаш зустрічається в Статистичному довіднику Таврійської губернії, згідно з яким в селищі Донузлавській волості Євпаторійського повіту значилося 2 двору без приписного населення, але було 9 чоловік — «стороннього».
Після окупації Криму військами СРСР, за постановою Кримревкома від 8 січня 1921 року № 206 «Про зміну адміністративних кордонів» була скасована волосна система і село увійшло до складу Євпаторійського району Євпаторійського повіту, а в 1922 році повіти отримали назву округів. У 1923 році при хуторі були виділені землі для Преселенці-євреїв з Житомирської області, які назвали побудоване село Икор, в перекладі з івриту — «основа», була організована артіль «Грядущий світ червоних працівників землі». 11 жовтня 1923 року, згідно з постановою ВЦВК, в адміністративний поділ Кримської АРСР були внесені зміни, в результаті яких округу були скасовані і відбулося укрупнення районів — територію округу включили в Євпаторійський район. Згідно зі Списком населених пунктів Кримської АРСР по Всесоюзного перепису 17 грудня 1926 року, в колонії Икор-Сукуркой (разом з Тереклі-Конрат-Сукуркой), Богайского сільради Євпаторійського району, значилося 37 дворів, з них 35 селянських, населення становило 144 особи, з них 135 євреїв, 8 російських і 1 українець, діяла єврейська школа. До 1940 року вже існував Ікорскій сільрада (в якому село складається всю подальшу історію), але на двухкілометровке РККА 1942 року в село підписано, як Сукур-Кой. Незабаром після початку вітчизняної війни частина єврейського населення Криму була евакуйована, з решти під окупацією більшість розстріляні.
Після зайняття Криму Червоною армією 12 серпня 1944 року було прийнято постанову № ГОКО-6372с «Про переселення колгоспників в райони Криму» і у вересні 1944 року в район приїхали перші новосели (150 сімей) з Київської та Кам'янець-Подільської областей, а на початку 1950-х років пішла друга хвиля переселенців з різних областей України. Указом Президії Верховної Ради Української РСР від 21 серпня 1945 року Икор перейменували в Ромашкино і, відповідно, Ікорскій сільрада в Ромашкінська. З 25 червня 1946 року Ромашкино в складі Кримської області РРФСР. 26 квітня 1954 року Кримську область була передана зі складу РРФСР до складу УРСР. 1 січня 1965 року народження, указом Президії ВР УРСР «Про внесення змін до адміністративного районування УРСР — по Кримській області», Євпаторійський район був скасований і село включили до складу Сакського (за іншими даними — 11 лютий 1963 року). За даними перепису 1989 року в селі проживало 1469 осіб. З 12 лютого 1991 року в село в відновленої Кримської АРСР, 26 лютого 1992 року перейменованої в Автономну Республіку Крим. З 21 березня 2014 року — у складі тимчасово анексованого Криму Росією.

## Відомі люди
У 1965 році після закінчення інституту у сільській школі працювала вчителем російської мови та літератури протягом року українська письменниця-фантастка Світлана Ягупова.